# Бней-Расан
Бней-Раса́н (ивр. הר בני רסן‎ Хар Бней-Расан, араб.  تلّ الغسانية‎, Тель Аль-Гасания) — гора вулканического происхождения на Голанских высотах.

## Описание
На вершине горы находятся 10 ветровых турбин для производства электроэнергии, установленные в 1993 году и обеспечивающие электричеством все близлежащие населённые пункты. Высота каждой турбины 30 метров, размах крыльев 18 метров. Вес турбины около 70 тонн, вес каждого крыла около 1200 кг, а каждый генератор весит около 30 тонн.
Склоны гор на востоке, юге и западе горы Бней-Расан являются частью заповедника «Хребет Башанит».